# Бэр, Рене-Луи
Рене́-Луи́ Бэр  (фр. René-Louis Baire; 1874―1932) — французский математик. Является одним из создателей современной теории вещественных функций и дескриптивной теории множеств. Одной из важнейших работ математика стала теорема Бэра. Бэр также разработал классификацию разрывных функций.

## Биография
Бэр окончил Высшую нормальную школу в Париже и был учителем в гимназии в городах Труа, Бар-лё-Дюк и Нанси. В 1899 году Бэр получил учёную степень и работал с 1902 года профессором в Монпелье, затем в 1905 перешёл в Дижон. Учёный был с детства болен и был вынужден прекратить свою профессиональную деятельность. В 1914 году Бэр отправился на лечение в Лозанну и провёл там годы Первой мировой войны.